# Otmar Emerling
Otmar Josef Emerling (* 10. August 1924 in Eberweis; † 23. Juni 2015) war ein österreichischer Politiker der Sozialdemokratischen Partei Österreichs (SPÖ). Er war von 1964 bis 1980 Bezirksvorsteher des 21. Wiener Gemeindebezirks Floridsdorf und von 1980 bis 1983 Abgeordneter zum Wiener Landtag und Mitglied des Wiener Gemeinderates.

## Leben
Otmar Emerling besuchte nach der Volksschule das Realgymnasium in Waidhofen an der Thaya. Nach der Matura 1942 wurde er zum Reichsarbeitsdienst und zur Wehrmacht einberufen. Gegen Ende des Zweiten Weltkrieges geriet er in Kriegsgefangenschaft, aus der er 1951 nach Wien zurückkehrte. Anschließend wurde er Berufsberater beim Arbeitsamt, ab 1963 war er beim Landesarbeitsamt Niederösterreich Sachbearbeiter für die berufliche Rehabilitation.
Ab 1959 war er als Bezirksrat Mitglied der Bezirksvertretung im Wiener Gemeindebezirk Floridsdorf, wo er am 30. April 1964 als Nachfolger von Rudolf Hitzinger zum Bezirksvorsteher gewählt wurde. Unter anderem initiierte er in seiner Amtszeit in Leopoldau den Bau eines Pensionistenwohnheims (erbaut 1970 bis 1972, erweitert 1976/1977). Ende Jänner 1980 folgte ihm Kurt Landsmann als Bezirksvorsteher nach, Otmar Emerling übernahm am 1. Februar 1980 in der 12. Wahlperiode dessen Mandat im Wiener Landtag und Gemeinderat. Nach der Landtags- und Gemeinderatswahl in Wien 1983 schied Emerling mit 27. Mai 1983 aus dem Landtag aus.

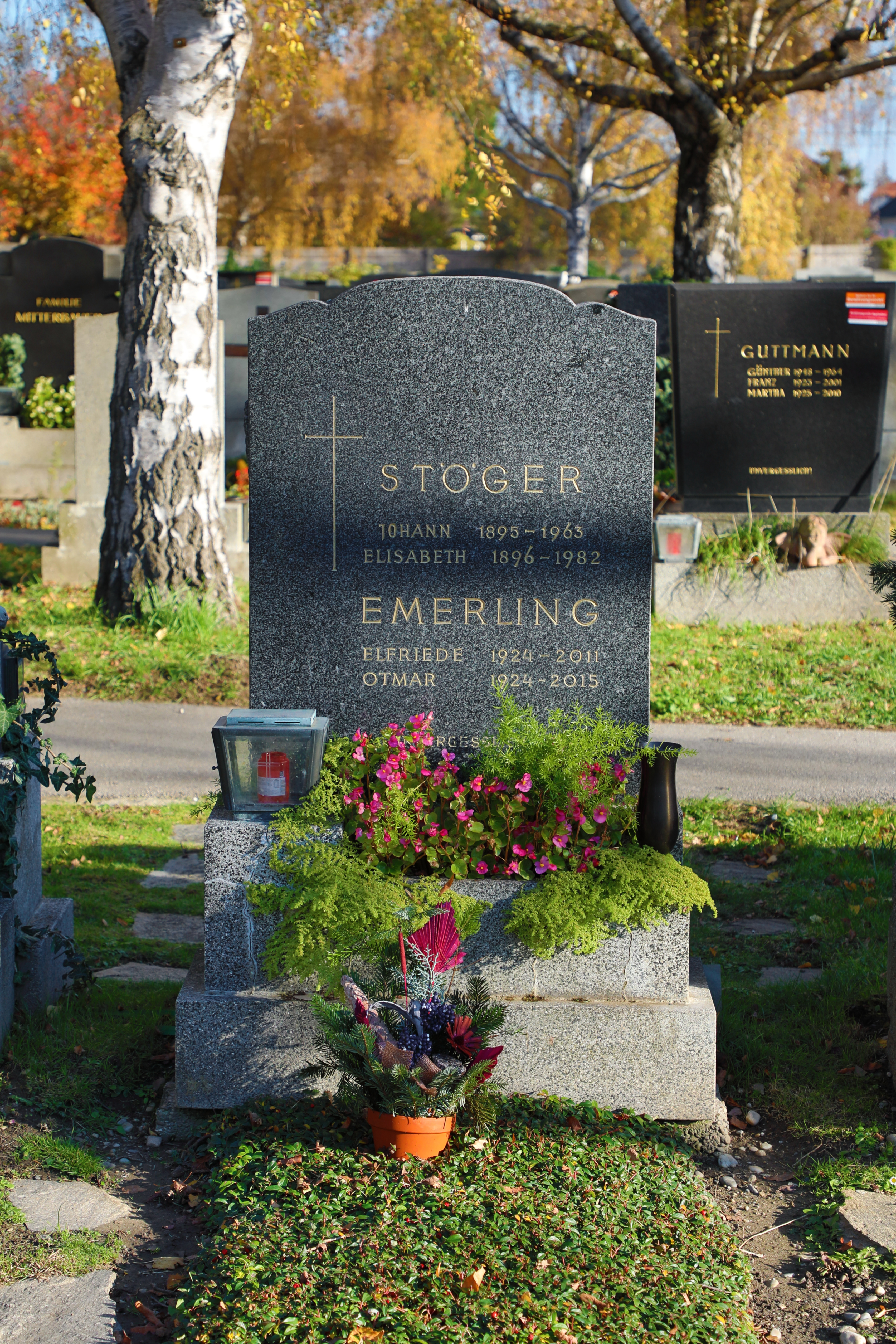
Otmar Emerling

Emerling starb im Juni 2015 im Alter von 90 Jahren und wurde am Stammersdorfer Zentralfriedhof bestattet. 2018 wurde nach ihm der Otmar-Emerling-Platz in Stammersdorf benannt.

## Auszeichnungen
- 1975: Goldenes Ehrenzeichen für Verdienste um das Land Wien[1]
- 1984: Großes Ehrenzeichen für Verdienste um die Republik Österreich[1]
- 1991: Viktor-Adler-Plakette[5]